# Muhammad Ziyad Zolkefli
Muhammad Ziyad Zolkefli (15 de marzo de 1990) es un deportista malasio que compite en atletismo adaptado. Ganó tres medallas en los Juegos Paralímpicos de Verano entre los años 2012 y 2024.

## Palmarés internacional
| Juegos Paralímpicos | Juegos Paralímpicos     | Juegos Paralímpicos | Juegos Paralímpicos |
| Año                 | Lugar                   | Medalla             | Prueba              |
| ------------------- | ----------------------- | ------------------- | ------------------- |
| 2012                | Londres (Reino Unido)   | Medalla de bronce   | Peso F20            |
| 2016                | Río de Janeiro (Brasil) | Medalla de oro      | Peso F20            |
| 2024                | París (Francia)         | Medalla de plata    | Peso F20            |